# 4,5-二羟基-7-甲氧基蒽醌-2-甲酸
4,5-二羟基-7-甲氧基蒽醌-2-甲酸或石黄酸（英語：Parietinic acid）是一种有机化合物，化学式为C16H10O7。它存在于地衣黃枝衣科的一些物种中。它最初于1958年由德国化学家Walter Eschrich报道。